# نیک گومز (هنرپیشه)
نیک گومز (انگلیسی: Nick Gomez) بازیگر اهل ایالات متحده آمریکا است.
از فیلم‌ها یا برنامه‌های تلویزیونی که وی در آن نقش داشته است، می‌توان به لوپر، مردگان متحرک و دکستر اشاره کرد.